# 富山県立ふるさと支援学校
富山県立ふるさと支援学校（とやまけんりつ ふるさとしえんがっこう）は、富山県富山市にある県立の特別支援学校で、富山県内初の病弱養護学校である。

## 沿革
当校は、1956年11月19日に国立療養所古里保養園内に開設された古里小学校と城山中学校の養護学級を発展的に解消して開設された学校である。
出典→
- 1974年（昭和49年）
  - 2月28日 - 富山県立ふるさと養護学校として設置認可（小学部および中学部）。
  - 4月1日 - 校舎第1期竣工。
  - 4月19日 - 開校式および第1回入学式を挙行。
- 1996年（平成8年）
  - 3月29日 - 高等部棟竣工。
  - 4月9日 - 高等部設置。
- 2010年（平成22年）4月1日 - 現在の校名に改称。

## 設置学部
- 小学部
- 中学部
- 高等部

## 周辺
- 国立病院機構富山病院